# أو. س. سميث
أو. س. سميث (بالإنجليزية: O. C. Smith)‏ هو مغني أمريكي، ولد في 21 يونيو 1932 في مانسفيلد في الولايات المتحدة، وتوفي في 23 نوفمبر 2001.

## وصلات خارجية
- أو. س. سميث على موقع IMDb (الإنجليزية)
- أو. س. سميث على موقع ميوزك برينز (الإنجليزية)
- أو. س. سميث على موقع ميوزك برينز (الإنجليزية)
- أو. س. سميث على موقع أول ميوزيك (الإنجليزية)
- أو. س. سميث على موقع ديسكوغز (الإنجليزية)
- أو. س. سميث على موقع قاعدة بيانات الفيلم (الإنجليزية)